# Soundcraft
Soundcraft – brytyjska firma produkująca konsole mikserskie oraz urządzenia audio, powstała w Wielkiej Brytanii w 1973 roku. Założona przez inżyniera dźwięku Phila Dudderidge’a oraz inżyniera elektroniki i projektanta Grahama Blytha.

## Produkty
Soundcraft produkuje miksery analogowe oraz cyfrowe, a także powermiksery. Znana jest z produkcji bardzo dużych konsol, chociaż produkuje także konsole małe i średnie. Obecnie największą konsolą tej firmy jest model MH-4 – analogowa konsola z 56 kanałami oraz miksery cyfrowe Vi5000 i Vi7000 ze 128 kanałami mono.

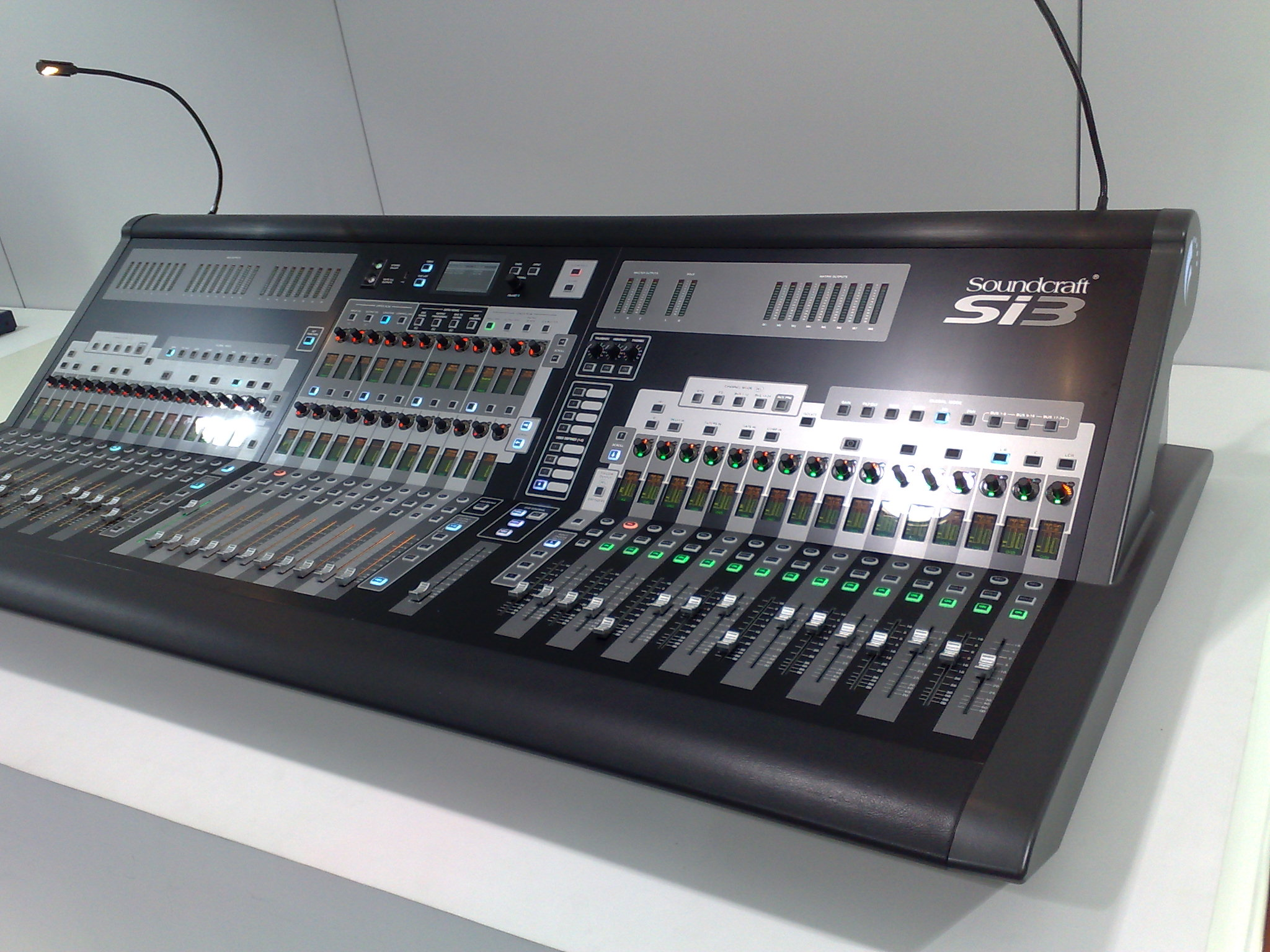
Jedna z największych cyfrowych konsol firmy, oferująca 64 kanały
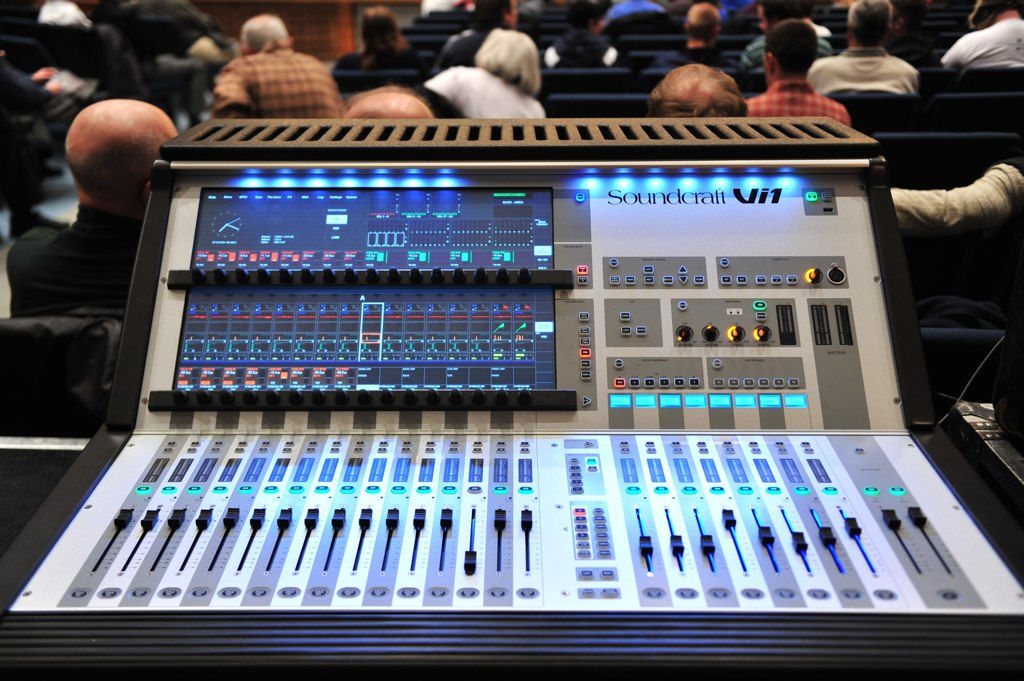
Mikser cyfrowy Vi1
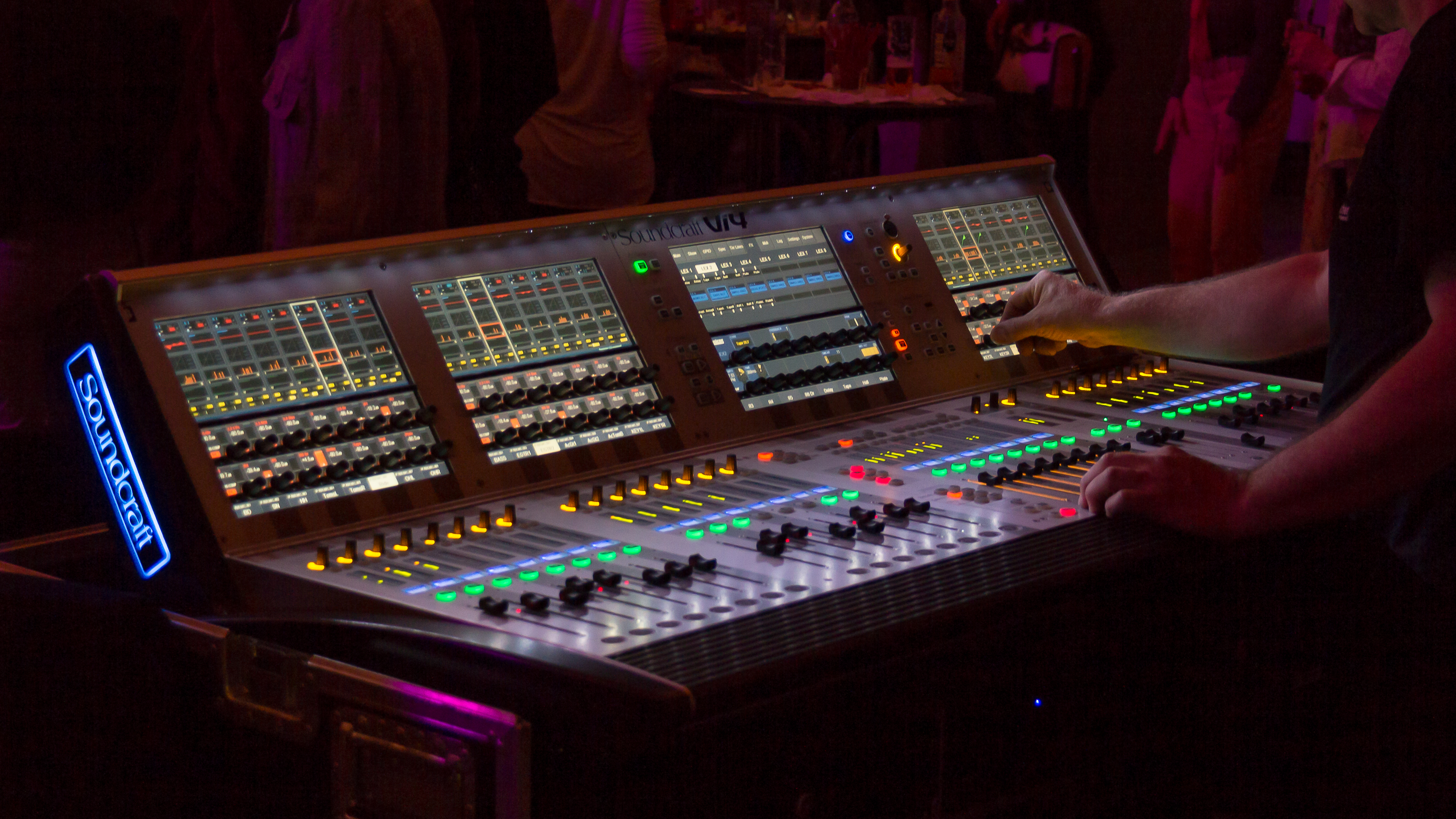
Mikser cyfrowy Vi4
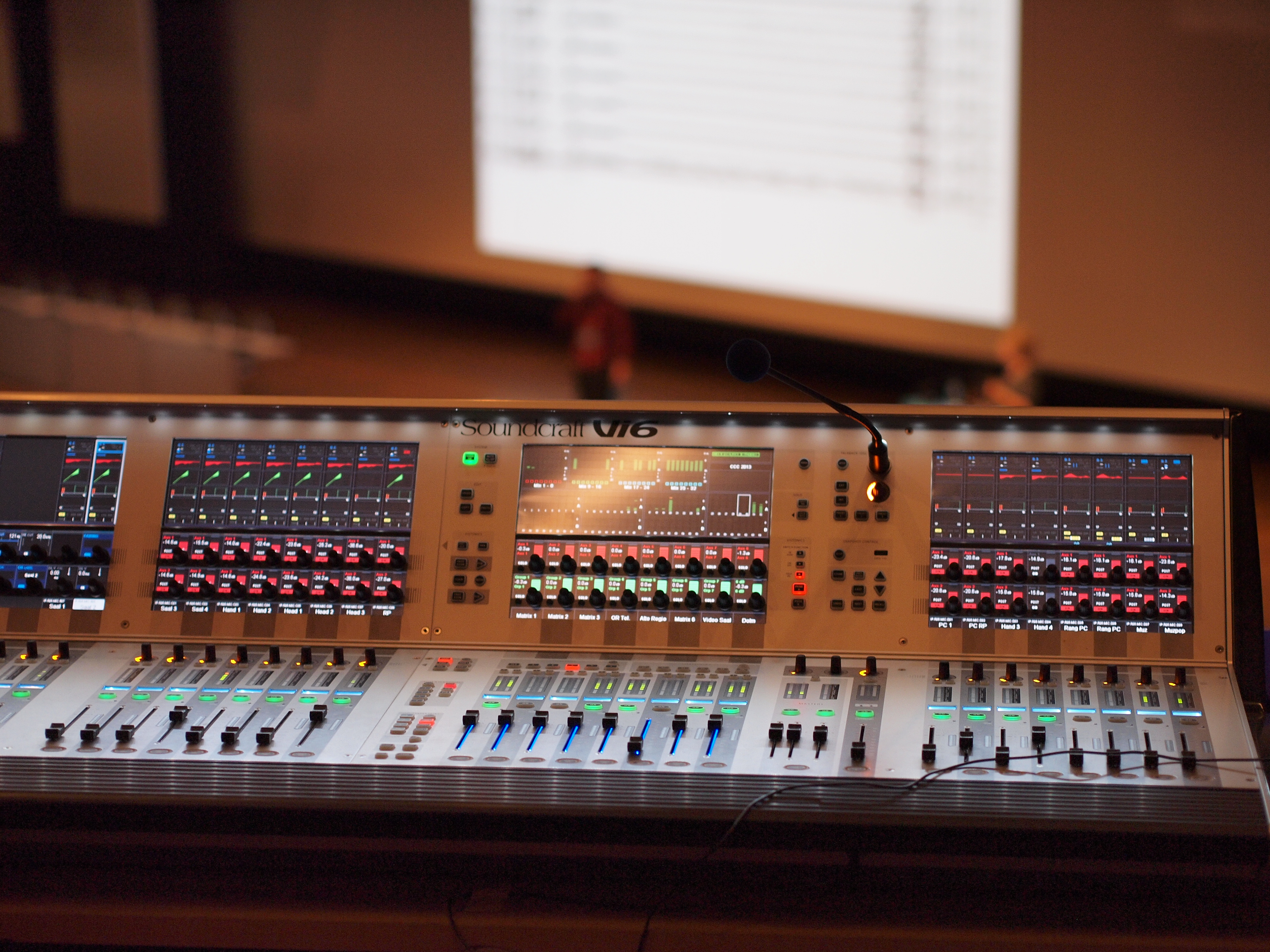
Największy mikser cyfrowy producenta, Vi6

Liczba kanałów w mikserach podana jest jako liczba kanałów mono.
| Miksery analogowe - GB2R – 12/16-kanałowe - GB2 – 32-kanałowy - GB4 – 16/24/32-kanałowe - GB8 – 24/32/40/48-kanałowe - Live8 – 32/40/48-kanałowe - LX7ii – 16/24/32-kanałowe - MH2 – 24/32/40/48-kanałowe - MH3 – 24/32/40/48-kanałowe - MH4 – 32/40/48/56-kanałowe | Miksery analogowe małe - EFX – 8/12-kanałowe - EPM – 6/8/12-kanałowe - FX16ii – 16 kanałów - MFXi – 8/12/20-kanałowe - MPMi – 12/20-kanałowe - Notepad – 6/12-kanałowe - M-Series – 4/8/12-kanałowe | Miksery cyfrowe - Si Compact – 16/24/32-kanałowe - Si Impact – 40 kanałów - Si1 – 32 kanały - Si2 – 48 kanałów - Si3 – 64 kanały - Vi1 – 32 kanały - Vi2 – 64 kanały - Vi4 – 64 kanały - Vi6 – 64 kanały/96 kanałów - Vi3000 – 96 kanałów - Vi5000 – 128 kanałów - Vi7000 – 128 kanałów | Powermiksery - GigRac 1000ST – 8 kanałów, 1000W - GigRac 600 – 8 kanałów, 600W | Inne produkty - B800 - BB100 - RM100 - RM105 - Series 10 - Series 15 - Ghost LE |